# Annette Bening
Annette Carol Bening (Topeka, Kansas, 29 de mayo de 1958) es una actriz estadounidense, nominada cinco veces a los Premios Óscar, y ganadora de dos Globos de Oro, un Premio Bafta, y dos Premios del Sindicato de Actores.
Su primera película en Hollywood pasó prácticamente inadvertida y aunque en la segunda ya destacó, fue la cuarta, The Grifters, la que dio a conocer Bening al gran público, después de haber cosechado críticas favorables. A partir de entonces ha intervenido en numerosas películas, algunas de las cuales fueron notables éxitos de taquilla, como The American President, con Michael Douglas, o American Beauty, con Kevin Spacey. Si bien desde hace unos años ha saltado a la fama por su matrimonio con Warren Beatty, su talento de interpretar papeles tanto dramáticos como cómicos la ha convertido en una actriz muy solicitada en el mundo de la gran pantalla.

## Biografía

### 1958-1986: Primeros años y estudios
Annette Carol Bening nació el 29 de mayo de 1958 en Topeka (Kansas), hija de Shirley Katherine (nombre de soltera Ashley) y Arnett Grant Bening. Su madre era cantante en la iglesia mientras que su padre era consultor de formación en ventas y vendedor de seguros. Sus padres eran originarios de Iowa de creencia episcopaliana y de mentalidad conservadora.
Annette es la menor de cuatro hermanos (Jane, Bradley y Byron). La familia de trasladó a Wichita (Kansas) en 1959, donde pasó su infancia. Ya cuando comenzó la escuela, la familia se volvió a trasladar esta vez a San Diego (California). Allí comenzó a interesarse por la interpretación, tomando clases de baile e interpretando algunas obras en el teatro de su colegio. Estudió en la universidad de San Francisco, y se pagó su matrícula trabajando de cocinera en un yate de alquiler.

### 1986–1999: Primeros trabajos y ascenso a la fama

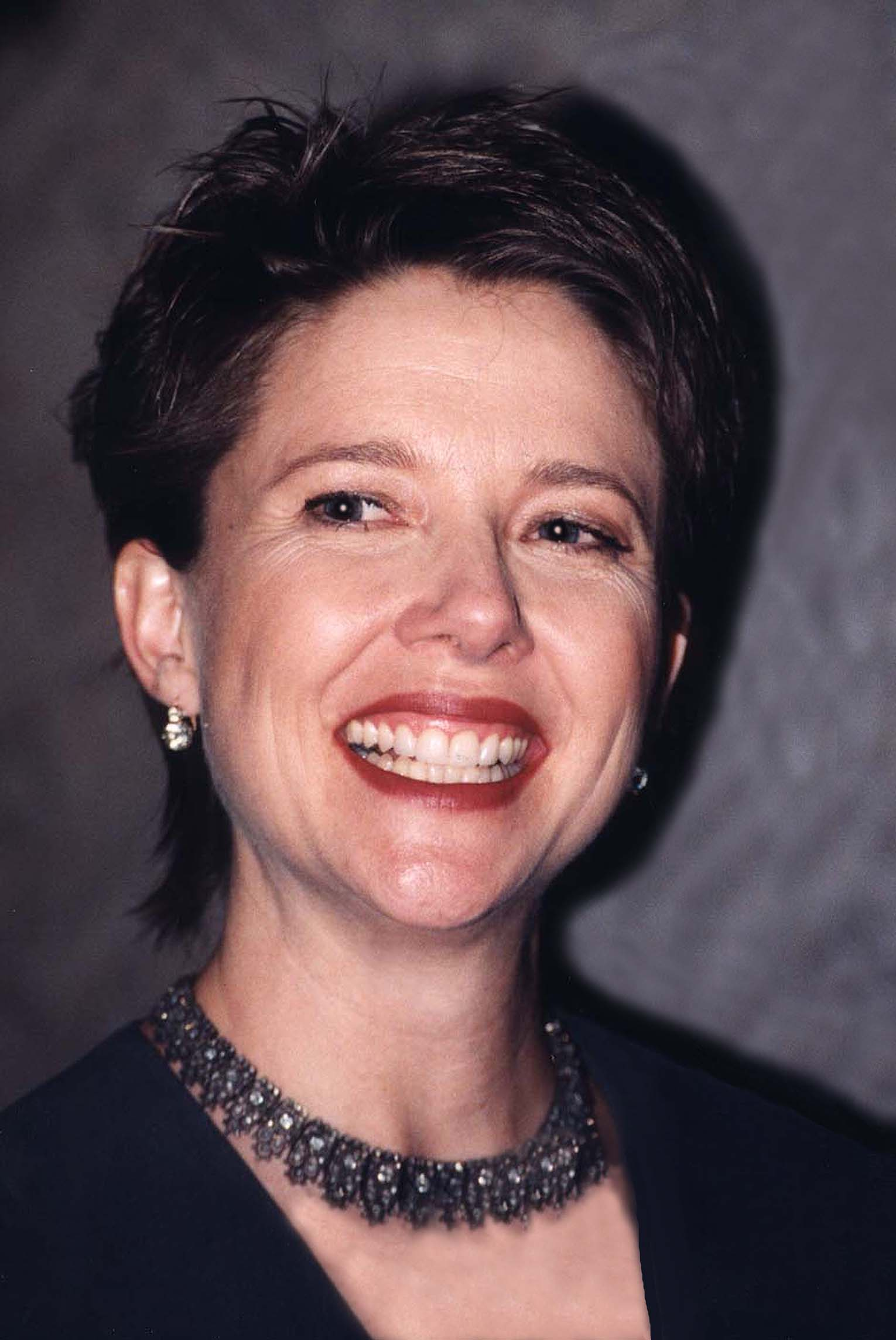
Bening en 1999

Bening comenzó su carrera en el teatro en la compañía de teatro del Colorado Shakespeare Festival en 1980, y apareció en obras en el San Diego Repertory Theatre. Fue miembro de la compañía de la American Conservatory Theater en San Francisco mientras estudiaba interpretación. De allí, protagonizó producciones como Macbeth, Pygmalion o The Cherry Orchard en 1985 y 1986. Hizo su debut en Broadway en 1987, consiguiendo una nominación a los Premios Tony a la mejor actriz y el Theatre World Award por su interpretación como la joven fotógrafa Holly Dancer en Coastal Disturbances. Su debut en el cine no llegaría hasta 1988 con Dos cuñados desenfrenados (The Great Outdoors) (1988), junto a Dan Aykroyd y John Candy. Su siguiente papel sería el de Marquesa Merteuil en Valmont (1989) junto a Colin Firth.
El salto a la fama de Bening llegaría en la encarnación de Myra Langtry en el thriller neo-noir The Grifters (1990), por el que ganó su primera nominación al Óscar a la mejor actriz de reparto y a los BAFTA a la mejor actriz de reparto. En 1991, interpretó a Virginia Hill el biopic Bugsy de  Barry Levinson, junto a Warren Beatty. Por esta interpretación, recibió su primera nominación a los Globos de Oro a la mejor actriz dramática. A partir de ahí, Bening apareció en A propósito de Henry (Regarding Henry) junto a Harrison Ford, apareció junto a Beatty aparecieron juntos en Un asunto de amor (Love Affair) (1994). Un año después, hizo el papel de lobista medioambiental en El presidente y Miss Wade (The American President) con Michael Douglas, a la que le siguieron el spoof de ciencia ficción Mars Attacks! de Tim Burton (1996) y Estado de sitio (The Siege) (1998), thriller con Denzel Washington y Bruce Willis.
Pero la aclamación de público y crítica llegó con el debut en la dirección de Sam Mendes, American Beauty en 1999. En esta tragicomedia negra, protagoniza a Carolyn Burnham, una mujer de mediana edad materialista, en crisis y esposa de Kevin Spacey. La película consiguió cinco Premios Óscar, incluida la de la mejor película. Por este papel, Bening ganaría el Premio BAFTA a la mejor actriz y el Premio del Sindicato de Actores a la mejor actriz, además de nominaciones al Óscar a la mejor actriz y su segundo nominación a los Globos de Oro a la mejor actriz.
En 1999, Bening volvió al teatro por primera vez en diez años protagonizando la obra de teatro en Hedda Gabler en el Geffen Playhouse en Los Ángeles.  Los Angeles Times alabó su actuación diciendo "Bening usa su instrumento vocal con gran efecto, sin tirarlo por ahí... En las películas no siempre se escucha lo que Bening puede hacer con esa voz, especialmente cuando interpreta tipos virtuosos y "sensibles"... Pero la antiheroína de Ibsen... Una sensualista frustrada, una mujer que lucha con su troll interior, la belleza de un baile que nunca llega, no es ni virtuosa ni sensata. Tampoco es una villana fácil de leer, ni una simple mocosa vengativa, aunque muchas actrices la han reducido así. Bening recurre con fuerza al sarcasmo venenoso, pero es lo suficientemente cautelosa como para evitar extremos reduccionistas."

### 2000–2014: Estrella establecida

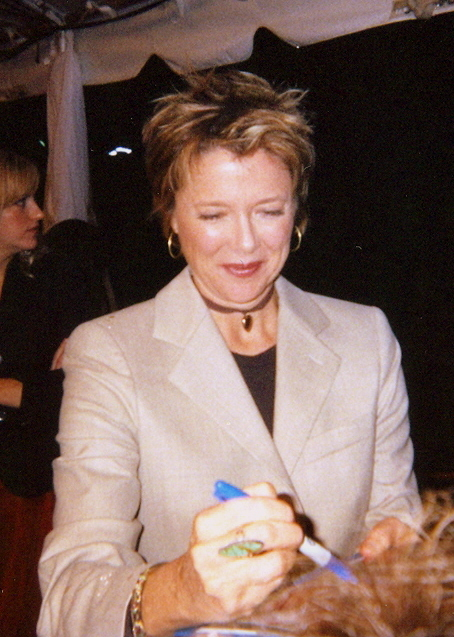
Benning en el Festival de Cine de Toronto de 2005.

Con la entrada del nuevo siglo, Bening protagonizó otras películas como In Dreams (1999) y ¿De qué planeta vienes? (What Planet Are You From?) (2000). Bening interpretó a Sue Barlow en Open Range (2003) y fue aclamada por la crítica por su actuació en la tragicomedia Conociendo a Julia (Being Julia) (2004), lo que le valió su primer Globo de Oro a la mejor actriz en comedia o musical, además de nominaciones al Óscar a la mejor actriz y a Los Premios Screen Actors Guild Award en la misma categoría. También fue nominada a los Premios Emmy a la mejor actriz en miniserie o telefilme y los Globos de Oro a la mejor actriz de miniserie o telefilme por su papel de Jean Harris en la película de HBO Mrs. Harris (2005). Sustituyó a Julianne Moore en la adaptación del film de Recortes de mi vida (Running with Scissors) (2006), por el que ganó su tercera nominación a los Globos de Oro a la mejor actriz en comedia o musical. Bening siguió trabajando protagonizando The Women (2008) y, un año después, Bening estuvo en una nueva revisión teatral del clásico de Eurípides Medea en el Freud Playhouse de UCLA. Para acabar la década, recibió buenas críticas por su papel en el film independiente Madres e hijas (Mother and Child) (2009).
En 2010, siguió en el teatro en el montaje The Female of the Species escrita por Joanna Murray-Smith en el Geffen Playhouse de Los Ángeles. A finales de ese año, Bening recibió el aplauso de la crítica con su interpretación en Los chicos están bien (The Kids Are All Right). Una de ellas afirmaba que "se revervaba un Óscar" por su actuación. Por este papel, Bening ganó su segundo Globo de Oro a la mejor actriz en Comedia o musical y nominaciones a los Óscars, al BAFTA y al Screen Actors Guild a la mejor actriz.
En 2014, protagonizó el reparto del Rey Lear en el Delacorte Theater de Central Park, en lo que era su primera aparición en Broadway en veinte años. Bening volvía al cine en 2015 con Danny Collins dirigida por Dan Fogelman junto a Al Pacino.

### 2016–...: Últimos papeles

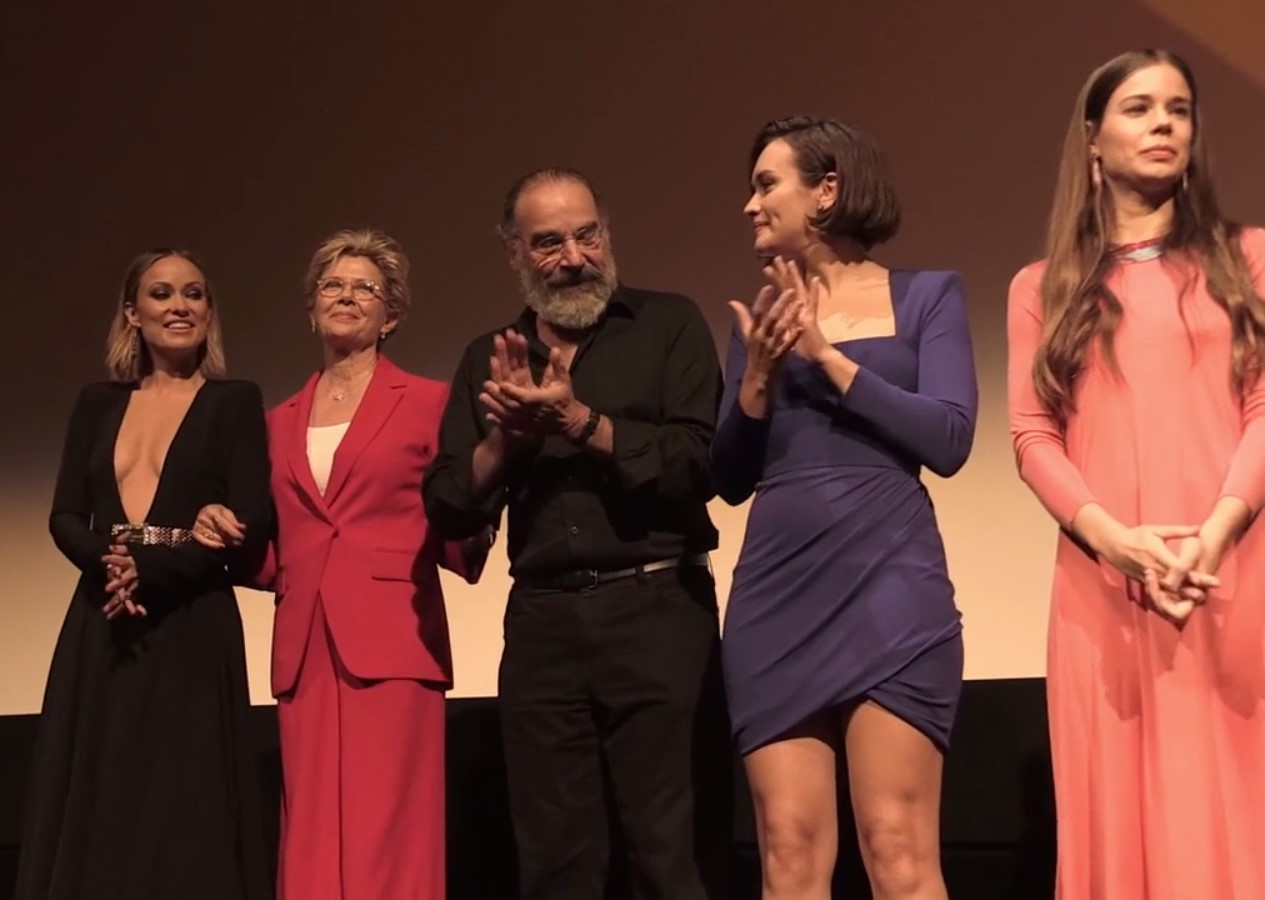
Olivia Wilde, Bening, Mandy Patinkin, Olivia Cooke, Laia Costa en el Festival de Toronto durante la première de Life Itself en 2018

En 2016, Bening protagonizó la comedia de Mike Mills Mujeres del siglo XX (20th Century Women) junto a Elle Fanning, Greta Gerwig y Billy Crudup. Bening interpretó a una feminista de la primera ola, fumadora empedernida, que lucha por criar a su hijo adolescente. Sheila O'Malley de Roger Ebert.com declaró, "Bening tiene una de las mejores actuaciones del año (y también una de las mejores interpretaciones personales de Bening)". Por este trabajo, fue nominada a los Independent Spirit Award a la mejor actriz y los Premio de la Crítica Cinematográfica a la mejor actriz, además de su quinta nominación a los Globos de Oro a la mejor actriz de comedia o musical.
Al siguiente año, encarnó a Gloria Grahame en Las estrellas de cine no mueren en Liverpool (Film Stars Don't Die in Liverpool) (2017) junto a Jamie Bell, Vanessa Redgrave y Julie Walters. El crítico Peter Bradshaw de The Guardian alababa su actuación diciendo "Bening es excelente como Grahame: imperiosa, vulnerable, romántica, sexualmente excitada por su hombre más joven, vagamente consciente de los secretos que no puede compartir con él". Por esta película, recibió otra nominación a los Premios BAFTA a la mejor actriz. En 2018, protagonizó La gaviota (The Seagull) y Life Itself (2018).
En 2019, Bening volvería a Broadway después de 32 años de ausencia. Protagonizó el clásico de Arthur Miller Todos mis hijos junto a Tracy Letts con la Roundabout Theatre Company en el American Airlines Theatre. La obra se estrenó el 4 de abril de 2019 y estuvo en cartel hasta el 23 de junio de 2019. Fue nominado a los Premios Tony a la mejor actriz por este papel. También estuvo en el cine con el papel de la senadora Dianne Feinstein en el drama político The Report (2019) por el que consiguió su primera nominación a los Globos de Oro a la mejor actriz de reparto. 
Bening se unió al Universo cinematográfico de Marvel haciendo el papel de Dra. Wendy Lawson en Capitana Marvel (Captain Marvel) (2019) junto a Brie Larson. El film fue un éxito en taquilla. En 2022, actuó en la versión de Kenneth Branagh del clásico de Agatha Christie Muerte en el Nilo (Death on the Nile) y la comedia La fórmula ganadora de Jerry y Marge (Jerry & Marge Go Large) junto a Bryan Cranston. Ese mismo año, rodó Nyad junto a Jodie Foster, donde encarnaba a la nadadora Diana Nyad. El film se dsitribuyó por Netflix y fue presentada en el Festival de Cine de Toronto. Su interpretación volvió a ser alabada por la crítica, y consiguió su cuarta nominación a los Óscars

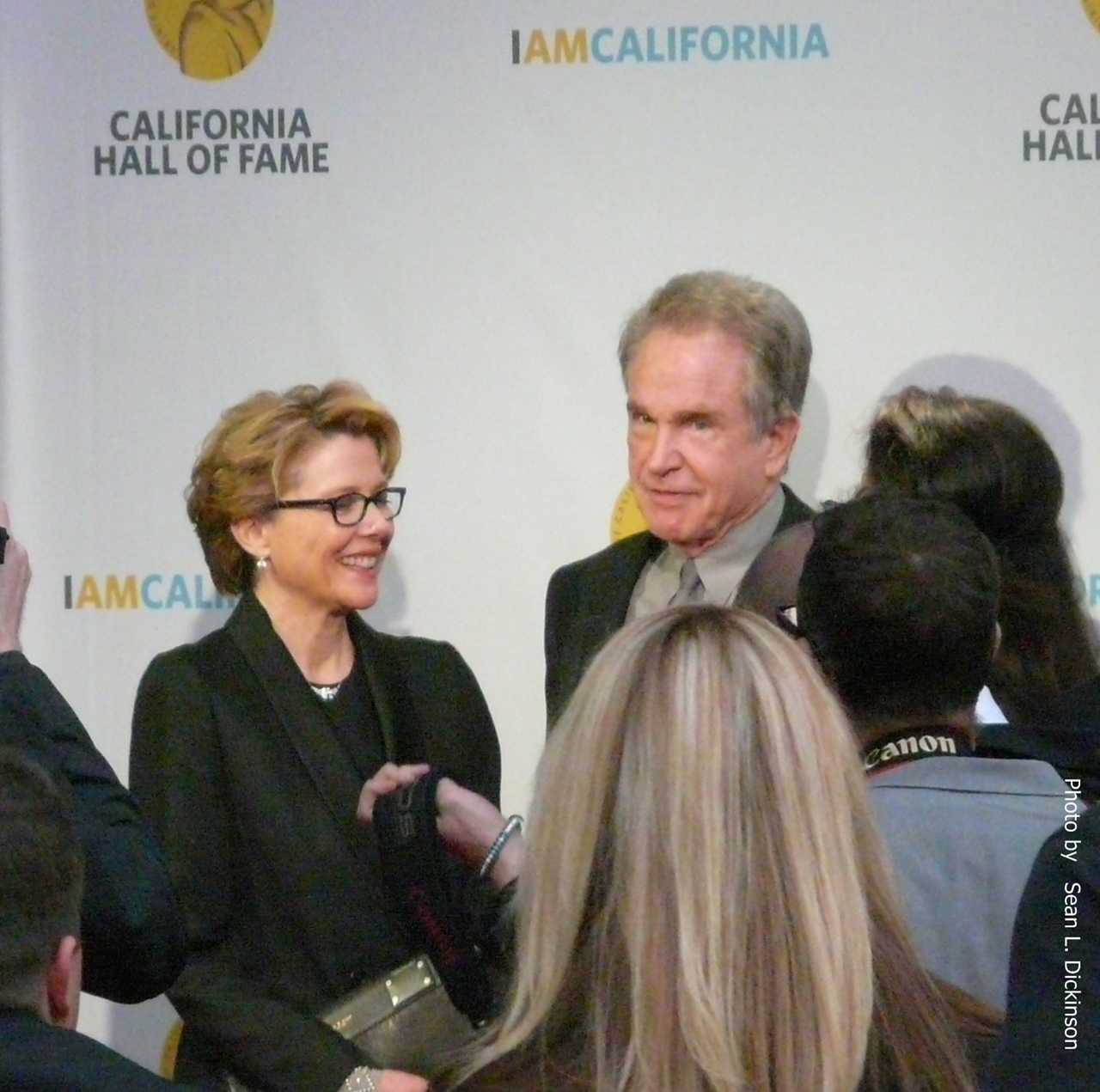
Benning y Warren Beatty en 2013.

## Vida privada
Bening se casó con el coreógrafo James Steven White en 1984. Se trasladaron a Colorado donde White trabajaba en el Denver Center for the Performing Arts. Se divorciaron en 1991.
Se casó en segundas nupcias con el actor Warren Beatty en 1992, con el que tiene cuatro hijos.

## Filmografía
Cine
| Año  | Título                               | Director                               | Personaje                    |
| ---- | ------------------------------------ | -------------------------------------- | ---------------------------- |
| 1988 | The Great Outdoors                   | Howard Deutch                          | Kate Craig                   |
| 1989 | Valmont                              | Milos Forman                           | Merteuil                     |
| 1990 | The Grifters                         | Stephen Frears                         | Myra Langtry                 |
| 1990 | Postales desde el filo               | Mike Nichols                           | Evelyn Ames                  |
| 1991 | Bugsy                                | Barry Levinson                         | Virginia Hill                |
| 1991 | Regarding Henry                      | Mike Nichols                           | Sarah Turner                 |
| 1991 | Guilty by Suspicion                  | Irwin Winkler                          | Ruth Merrill                 |
| 1994 | Love Affair                          | Glenn Gordon Caron                     | Terry McKay                  |
| 1995 | The American President               | Rob Reiner                             | Sydney Ellen Wade            |
| 1995 | Richard III                          | Richard Loncraine                      | Reina Isabel                 |
| 1996 | Mars Attacks!                        | Tim Burton                             | Barbara Land                 |
| 1998 | The Siege                            | Edward Zwick                           | Elise Kraft / Sharon Bridger |
| 1999 | American Beauty                      | Sam Mendes                             | Carolyn Burnham              |
| 1999 | In Dreams                            | Neil Jordan                            | Claire Cooper                |
| 2000 | ¿De qué planeta vienes?              | Mike Nichols                           | Susan                        |
| 2003 | Open Range                           | Kevin Costner                          | Sue Barlow                   |
| 2004 | Conociendo a Julia                   | István Szabó                           | Julia Lambert                |
| 2006 | Recortes de mi vida                  | Ryan Murphy                            | Deirdre Burroughs            |
| 2008 | The Women                            | Diane English                          | Sylvie Fowler                |
| 2009 | Mother and Child                     | Rodrigo García                         | Karen                        |
| 2010 | The Kids Are All Right               | Lisa Cholodenko                        | Nic                          |
| 2012 | Ruby Sparks                          | Jonathan Dayton y Valerie Faris        | Gertrude                     |
| 2012 | Ginger & Rosa                        | Sally Potter                           | Bella                        |
| 2012 | Girl Most Likely                     | Shari Springer Berman y Robert Pulcini | Zelda Duncan                 |
| 2013 | The Face of Love                     | Arie Posin                             | Nikki Lostrom                |
| 2014 | La búsqueda                          | Michel Hazanavicius                    | Helen                        |
| 2015 | Danny Collins                        | Dan Fogelman                           | Mary Sinclair                |
| 2016 | 20th Century Women                   | Mike Mills                             | Dorothea Fields              |
| 2016 | La excepción a la regla              | Warren Beatty                          | Lucy Mabrey                  |
| 2017 | Film Stars Don't Die in Liverpool    | Paul McGuigan                          | Gloria Grahame               |
| 2018 | The Seagull                          | Michael Mayer                          | Irina                        |
| 2018 | Life Itself                          | Dan Fogelman                           | Dra. Cait Morris             |
| 2019 | The Report                           | Scott Z. Burns                         | Senadora Dianne Feinstein    |
| 2019 | Georgetown                           | Christopher Waltz                      | Amanda Breht                 |
| 2019 | Capitana Marvel                      | Anna Boden y Ryan Fleck                | Inteligencia Suprema         |
| 2019 | Hope Gap                             | William Nicholson                      | Grace                        |
| 2022 | Muerte en el Nilo                    | Kenneth Branagh                        | Euphemia Bouc                |
| 2022 | La formula ganadora de Jerry y Marge | David Frankel                          | Marge                        |
| 2023 | Nyad                                 | Jimmy Chin y Elizabeth Chai Vasarhelyi | Diana Nyad                   |
| 2023 | Poolman                              | Chris Pine                             | Diane Esplinade              |

Televisión
| Año       | Título en España       | Título original           | Director        | Personaje           | Nota                       |
| --------- | ---------------------- | ------------------------- | --------------- | ------------------- | -------------------------- |
| 1986      | A la caza de C. Dallas | Manhunt for Claude Dallas | Jerry London    | Ann Tillman         | Película de TV             |
| 1987      | Corrupción en Miami    | Miami Vice                |                 | Vicky               | Episodio: "Red tape"       |
| 1987      | El astuto              | Wiseguy                   |                 | Karen Leland        | Episodio: "One on one"     |
| 1988      | Rehén                  | Hostage                   | Peter Levin     | Jill                | Película de TV             |
| 2002–2003 | Liberty's Kids         | Liberty's Kids            |                 | Abigail Adams (voz) | 5 episodios                |
| 2004      | Los Soprano            | Los Soprano               |                 | Ella misma          | Episodio: "The Test Dream" |
| 2005      | Mrs. Harris            | Mrs. Harris               | Phyllis Nagy    | Jean Harris         | Película de TV             |
| 2024      | Un revés inesperado    | Apples Never Fall         | Melanie Marnich | Miniserie de TV     |                            |

## Premios y nominaciones
Premios Óscar
| Año  | Categoría               | Película               | Resultado |
| ---- | ----------------------- | ---------------------- | --------- |
| 1991 | Mejor actriz de reparto | The Grifters           | Nominada  |
| 2000 | Mejor actriz            | American Beauty        | Nominada  |
| 2005 | Mejor actriz            | Conociendo a Julia     | Nominada  |
| 2011 | Mejor actriz            | The Kids Are All Right | Nominada  |
| 2024 | Mejor actriz            | Nyad                   | Nominada  |

Globos de Oro
| Año  | Categoría                            | Película               | Resultado |
| ---- | ------------------------------------ | ---------------------- | --------- |
| 1991 | Mejor actriz - Drama                 | Bugsy                  | Nominada  |
| 1995 | Mejor actriz - Comedia o musical     | The American President | Nominada  |
| 1999 | Mejor actriz - Drama                 | American Beauty        | Nominada  |
| 2004 | Mejor actriz - Comedia o musical     | Conociendo a Julia     | Ganadora  |
| 2005 | Mejor actriz - Miniserie o telefilme | Mrs. Harris            | Nominada  |
| 2006 | Mejor actriz - Comedia o musical     | Running with Scissors  | Nominada  |
| 2010 | Mejor actriz - Comedia o musical     | The Kids Are All Right | Ganadora  |
| 2016 | Mejor actriz - Comedia o musical     | 20th Century Women     | Nominada  |

BAFTA
| Año  | Categoría               | Película                          | Resultado |
| ---- | ----------------------- | --------------------------------- | --------- |
| 1990 | Mejor actriz de reparto | The Grifters                      | Nominada  |
| 1999 | Mejor actriz            | American Beauty                   | Ganadora  |
| 2010 | Mejor actriz            | The Kids Are All Right            | Nominada  |
| 2017 | Mejor actriz            | Film Stars Don't Die in Liverpool | Nominada  |

Sindicato de Actores
| Año  | Categoría                            | Película               | Resultado |
| ---- | ------------------------------------ | ---------------------- | --------- |
| 1999 | Mejor reparto                        | American Beauty        | Ganadora  |
| 1999 | Mejor actriz                         | American Beauty        | Ganadora  |
| 2004 | Mejor actriz                         | Being Julia            | Nominada  |
| 2006 | Mejor actriz - Miniserie o telefilme | Mrs. Harris            | Nominada  |
| 2010 | Mejor actriz                         | The Kids Are All Right | Nominada  |

Crítica Cinematográfica
| Año  | Categoría    | Película               | Resultado |
| ---- | ------------ | ---------------------- | --------- |
| 1999 | Mejor actriz | American Beauty        | Nominada  |
| 2004 | Mejor actriz | Being Julia            | Nominada  |
| 2010 | Mejor actriz | The Kids Are All Right | Nominada  |
| 2016 | Mejor actriz | 20th Century Women     | Nominada  |

Independent Spirit
| Año  | Categoría    | Película           | Resultado |
| ---- | ------------ | ------------------ | --------- |
| 2016 | Mejor actriz | 20th Century Women | Nominada  |

Satellite
| Año  | Categoría                        | Película               | Resultado |
| ---- | -------------------------------- | ---------------------- | --------- |
| 1999 | Mejor actriz - Drama             | American Beauty        | Nominada  |
| 2002 | Mejor actriz de reparto - Drama  | Open Range             | Nominada  |
| 2004 | Mejor actriz - Comedia o Musical | Being Julia            | Ganadora  |
| 2006 | Mejor actriz - Comedia o Musical | Running with Scissors  | Nominada  |
| 2010 | Mejor actriz - Comedia o Musical | The Kids Are All Right | Nominada  |

Festival Internacional de Cine de San Sebastián
| Año  | Categoría       | Resultado |
| ---- | --------------- | --------- |
| 2004 | Premio Donostia | Ganadora  |